# Bob Douglas
Robert Lewis Douglas, detto Bob (Saint Kitts, 4 novembre 1882 – New York, 16 luglio 1979), è stato un cestista, allenatore di pallacanestro e dirigente sportivo statunitense, membro del Naismith Memorial Basketball Hall of Fame dal 1972 in qualità di contributore.

## Carriera
Nel 1922 fondò i New York Renaissance (conosciuti anche come i "Rens"), squadra professionistica composta interamente da giocatori afroamericani. È considerato il "padre" del basket professionistico afroamericano.